# アヤメ科
アヤメ科（アヤメか、Iridaceae）は単子葉植物の科で、多年草からなる。世界に66属2000種ほどあり、南アジアなどを除く世界の熱帯から温帯にかけて分布し、特に南アフリカに多く産する。花は放射相称または左右相称で、外花被・内花被が各3枚、おしべが3本ある。めしべは3裂し、裂片が花弁状になるものもある。花の基部には2枚の苞がつく。子房下位で、果実は蒴果となる。地下茎が球根状になるものも多い。
アヤメ、ハナショウブ、カキツバタ、グラジオラス、フリージア、クロッカスなど、花を観賞するために栽培されるものが多数ある。サフランは香辛料として使われる。

## 下位分類
主な科を本節に示す。参考は英語版Wikipediaより。概説については、各亜科の項目を参照にした。

### アリステア亜科（Aristeoideae）
名称の由来はギリシャ語で「夜更け」を意味するAristaから。
- アリステア属（Aristea）

### イソフィシス亜科（Isophysidoideae）
名称の由来はギリシャ語で「等しい」を意味するIsoと「刃」を意味するPhysisにちなんでいる。
- イソフィシス属（Isophysis）

### ゲオシリス亜科（Geosiridoideae）
一属しか含まれない単型の亜科であったが、2010年にインド洋のマヨット島で別種が発見された。
- ゲオシリス科（Geosiris）

### パターソニア（パテルソニア）亜科（Patersonioideae）
- パターソニア科（Patersonia）

### アヤメ亜科（Iridoideae）
外来種であるジャーマンアイリス、ダッチアイリスや古来から日本で親しまれてきたアヤメ、カキツバタ、ハナショウブなどを含む。尚、ショウブは別科。また、ニワゼキショウなどの雑草も含んでいる。

#### ディプラレナ連（Diplarreneae）
- ディプラレナ科（Diplarrena）

#### アイリス連（Irideae）
- アヤメ属（Iris）
  - アヤメ（Iris sanguinea）
    - チャボアヤメ（Iris sanguinea 'pomira'）

  - イチハツ（Iris tectorum）
  - カキツバタ（Iris laevigata）
  - カンザキアヤメ（Iris ungucularis）
  - キショウブ（Iris pseudacorus）
  - ジャーマンアイリス（Iris germanica）
  - シャガ（Iris japonica）
  - ショウブ（Iris ensata）
    - ハナショウブ（Iris ensata var. ensata）

  - ダッチアイリス（Iris × hollandica）
  - ヒオウギ（Iris domestica）※かつてはヒオウギ属だった
  - ヒオウギアヤメ（Iris setosa）
  - ヒメシャガ（Iris gracilipes）
- ディエテス科（Dietes）
- フェルラリア属（Ferraria）※チリメンアヤメ属とも
- ボバルティア属（Bobartia）
- モラエア属（Moraea）

#### シシリンチウム連（Sisyrinchieae）
- オルシニウム属（Olsynium）
- オルトロサンサス属（Orthrosanthus）
- ニワゼキショウ属（Sisyrinchium）
  - オオニワゼキショウ（Sisyrinchium rosulatum）
  - ニワゼキショウ（Sisyrinchium rosulatum）
  - ルリニワゼキショウ（Sisyrinchium angustifolium）
- ソレノメルス属（Solenomelus）
- タペイニア属（Tapeinia）
- リベルティア属（Libertia）※イボクサアヤメ属とも

#### ティグリディア連（Tigridieae）
- アロフィア属（Alophia）
- エネアロフス属（Ennealophus）
- エレウセリネ属（Eleutherine）
- カリドレア属（Calydorea）
- コバナ属（Cobana）
- シプラ属（Cipura ）
- シペラ属（Cypella）
- ティグリディア属（Tigridia）
- ネマスティリス属（Nemastylis）
- ハーベルティア属（Herbertia）
- ヘスペロキシフィオン属（Hesperoxiphion）
- マスティゴスティラ属（Mastigostyla）
- ラレンティア属（Larentia）

#### トリメジア連（Trimezieae）
- トリメジア属（Trimezia）※下記2属を含む場合あり
- ネオマリカ属（Neomarica）
- プセウドトリメジア属（Pseudotrimezia）

### クロッカス亜科（Crocoideae）
クロッカスやグラジオラス、フリージア、ワトソニアなど園芸界でも有名な種が含まれる亜科。本亜科も花が美しい種が多いの点が特徴。

#### トリトニオプシス連（Tritoniopsdeae）
- トリトニオプシス属（Tritoniopsis）

#### ワトソニア連（Watsonieae）
- サヴァンノシフォン属（Savannosiphon）
- シアニクシア属（Cyanixia）
- ジゴトリトニア属（Zygotritonia）
- ワトソニア属（Watsonia）

#### グラジオラス連（Gladioleae）
- グラジオラス属（Gladiolus）
- メラスファエルラ属（Melasphaerula）

#### フリージア連（Freesieae）
- キセノスカパ属（Xenoscapa）
- クロコスミア属（Crocosmia）※モントブレチアも含む。
- デヴィア属（Devia）
- フリージア属（Freesia）

#### イキシア連（Ixieae）
- アフロクロカス属（Afrocrocus）
- カスマンテ属（Chasmanthe）
- ゲイッソリザ属（Geissorhiza）
- サフラン属（Crocus）
  - サフラン（Crocus sativus）
  - ハナサフラン（Crocus vernus）※狭義のクロッカス。
- シリンゴデア属（Syringodea）
- スパラキシス属（Sparaxis）
- ディエラマ属（Dierama）
- トリトニア属（Tritonia）
- ヘスペランサ属（Hesperantha）
- ヤリズイセン属（Ixia）※イキシア属とも。
- ラディノシフォン属（Radinosiphon）
- ロムレア属（Romulea）

### ニヴェニア亜科（Nivenioideae）
- ウィトセニア属（Witsenia）
- クラッティア属（Klattia）
- ニヴェニア属（Nivenia）